# Wright SRM
A Wright SRM (Son of RouteMaster, azaz a „Routemaster fia”) dízel-elektromos hibrid emeletes busz, melyet a Wrightbus készít Volvo B5LH és B5LHC alvázakra. Formaterve az elődjén, a New Routemasteren alapszik, azonban ebbe már csak egy lépcsősor került, valamint a hátsó peront is elhagyták. Tervezéskor figyelembe vették, hogy a New Routamesterhez képest ne csak londoni, hanem vidéki szolgáltatók is alkalmazhassák.
A Transport for London az üzemeltetőknek nem tette kötelezővé a busz használatát úgy, mint az elődnél, emellett a fejlesztésben sem volt semmilyen szerepe.
A Wright SRM a New Routemaster több elemét is örökölte: átlós ablaksort, célfilmes kijelzőt és lekerekített kocsiszekrényt is kapott az új busz. Az első 6, Volvo B5LH alvázra épült busz a London Sovereign állományában 2016 szeptemberében állt forgalomba a 13-as buszvonalon, majd a lassú utascseréi miatt 2017-ben áthelyezték mindet a 183-as vonalra.
További két busz gyártottak Volvo B5LHC alvázra, melyek menetrend szerinti forgalomba nem álltak, csak tesztbuszok voltak, egyik még Svédországot is megjárta.

## Fordítás
- Ez a szócikk részben vagy egészben  a   Wright SRM című angol Wikipédia-szócikk fordításán alapul.  Az eredeti cikk szerkesztőit annak laptörténete sorolja fel. Ez a jelzés csupán a megfogalmazás eredetét és a szerzői jogokat jelzi, nem szolgál a cikkben szereplő információk forrásmegjelöléseként.